# Brestovac (Bosanski Petrovac)
Brestovac (szerbül: Брестовац) szerb falu Bosznia-Hercegovinában, a Bosznia-hercegovinai Föderáció Una-Szanai kantonjában, Bosanski Petrovac községben.

## Fekvése
Bosznia-Hercegovina nyugati részén, Bihácstól légvonalban 34, közúton 48 km-re délkeletre, Bosanski Petrovactól légvonalban 14, közúton 17 km-re északnyugatra, Vranovina és Vođenica falvak között, a Bosanski Petrovac - Bosanska Krupa út mentén fekszik. Vranovina alsó sík része felé nincs külön határ, Gornja Vranovinától a meredek, apró bokrokkal és sziklákkal borított Glavica választja el. Vođenica felé egy hegyek alkotta gerinc veszi körül, melynek legfelső része a Vrščić, a középső a Klanac, a legalacsonyabb pedig a Drenovac. A nyugati oldalon a falu a mezőre ér le. A házak a síkság szélén, a Glavica és a Klanac lábánál helyezkednek el. A falu szeres típusú, több helyen, csoportosan elhelyezkedő házakkal. A Prša, Brestovčić és Dobra Voda források vize, nyáron elapad.

## Népessége
| Nemzetiségi csoport | Népesség 1991 | Népesség 2013 |
| ------------------- | ------------- | ------------- |
| Szerb               | 185           | 72            |
| Bosnyák             | 0             | 0             |
| Horvát              | 0             | 0             |
| Jugoszláv           | 1             | 0             |
| Egyéb               | 6             | 2             |
| Összesen            | 192           | 74            |

## Története
A Jugoszláv Királyság tengelyhatalmak általi megszállása után 1941 áprilisában a település a Független Horvát Állam (NDH) része lett. Ezt követően bontakozott ki a boszniai szerbek ellenállása a horvát hatalommal szemben. Vođenicán 1941. július 27-én megalakult a vođenicai partizánosztag, amely Vođenica, Suvaja, Skakavac és Brestovac harcosaiból állt.
1941 augusztus 16-án horvát katonákból, főként usztasákból álló erősebb oszlop hagyta el Petrovacot Suvaja és Vođenica falvak irányába, két ágyúval támogatva. Az oszlop Suvajánál fosztogatásba és gyújtogatásba kezdett, melyre a szerb partizánok oldaltűzzel válaszoltak. Ez megismétlődött Vođenicánál és Brestovacon is. Három-négy nap múlva Krnjeuša irányából indult egy erősebb horvát egység Petrovac felé, és ez
útközben felgyújtotta és kifosztotta Brestovac, Vodenica és Suvaja falvakat, és nagyobb veszteség nélkül betört Petrovacba. 1942 január 14-én vagy 15-én megalakult Vodenica község, amelybe a következő falvak kerültek: Suvaja, Vodenica, Brestovac, Skakavac és Marjanović-Do.

## Fordítás
- Ez a szócikk részben vagy egészben  a   Brestovac (Bosanski Petrovac) című bosnyák Wikipédia-szócikk ezen változatának fordításán alapul.  Az eredeti cikk szerkesztőit annak laptörténete sorolja fel. Ez a jelzés csupán a megfogalmazás eredetét és a szerzői jogokat jelzi, nem szolgál a cikkben szereplő információk forrásmegjelöléseként.